# Ixodes simplex
Ixodes simplex este o specie de căpușe din genul Ixodes, familia Ixodidae, descrisă de Neumann în anul 1906. Conform Catalogue of Life specia Ixodes simplex nu are subspecii cunoscute.